# Polyp děložní sliznice
Polyp děložní sliznice (snad od řec. polypus – chobotnice, mnohonožec) je onemocnění ženského pohlavního ústrojí.
V gynekologické lokalizaci nacházíme polyp děložní sliznice. Polypy se mohou nacházet na sliznici dutiny děložní (tzv. endometriální polyp), nebo hrdla děložního (tzv. cervikální polyp). Tyto polypy jsou stejně jako polypy v jiných lokalizacích stopkaté, nebo přisedlé. Většina polypů v této lokalizaci je nezhoubná, ale k diagnóze se můžeme vyjádřit až po odstranění polypu a definitivním histologickém vyšetření.

## Projevy
Polypy se projevují nepravidelným děložním krvácením mimo cyklus, krvácením po pohlavním styku nebo také neplodností. Některé polypy se nikterak neprojevují a jejich nález je pouze náhodný při pravidelné preventivní gynekologické prohlídce.

## Terapie
K odstranění děložního polypu se užívá hysteroskopie, což je chirurgická metoda, která se provádí v ambulantním režimu, nebo v celkové anestezii. Polyp se po snesení posílá k dalšímu histologickému vyšetření, které určí jeho povahu.